# باشگاه فوتبال تور
باشگاه فوتبال تور (انگلیسی: Tours FC) یک باشگاه فوتبال فرانسوی مستقر در تور، فرانسه است که در حال حاضر در لیگ ملی ۳، پنجمین سطح لیگ فوتبال در این کشور به فعالیت می‌پردازد. 